# Famille Froment-Meurice
Pour les articles homonymes, voir Froment et Meurice.

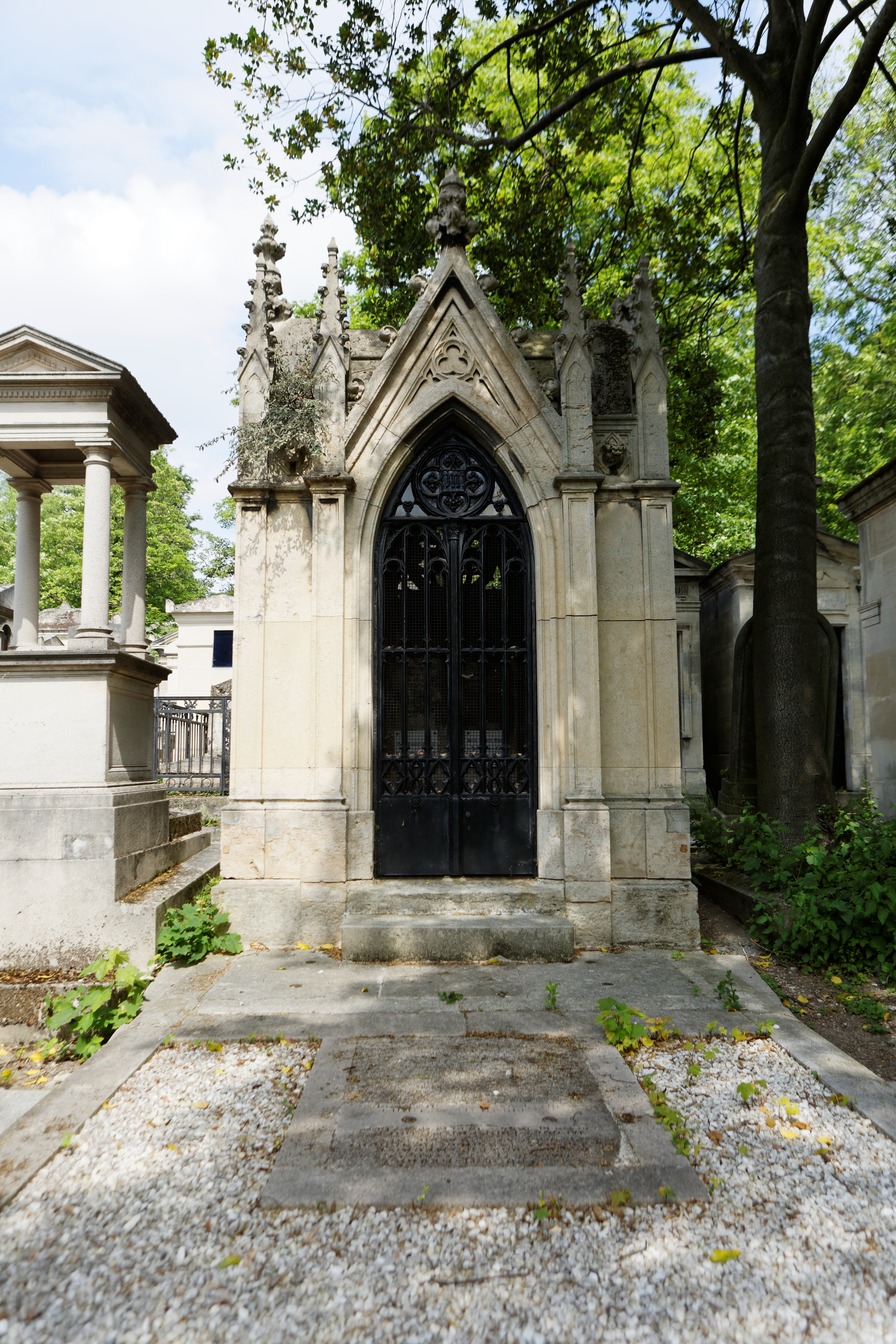
Sépulture Mahler - Froment-Meurice au cimetière du Père-Lachaise.

La famille Froment-Meurice est une famille française, établie à Paris vers 1800, issue d'une lignée d'orfèvres et joailliers originaire de Mons, en Belgique.

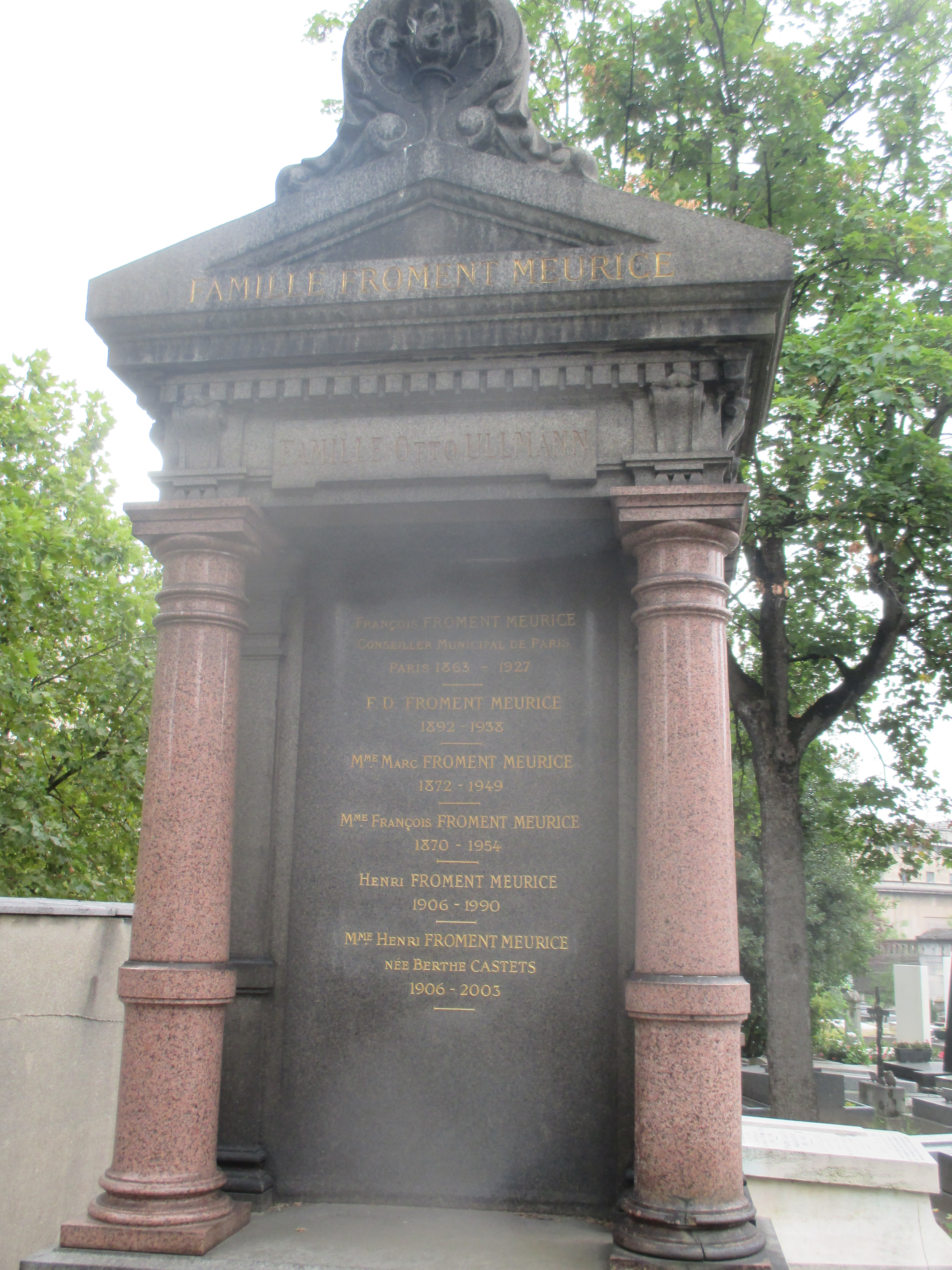
Sépulture Froment-Meurice au cimetière de Passy.

## Liens de filiation entre les personnalités notoires
- Jean François Froment (1773 à Mons - 1803 à Paris), orfèvre, marié en 1800 avec Marie Françoise Giroux (1783-1855) (remariée en 1804 avec Pierre Jacques Meurice, 1781-1857).
  - François-Désiré Froment-Meurice (1801 à Paris - 1855 à Paris), orfèvre, joailler, bijoutier, marié en secondes noces avec Louise Henriette Mainguet (1817-1900).
    - Émile Froment-Meurice (1837-1913), orfèvre, joailler, bijoutier, propriétaire de La Plane.
      - François Froment-Meurice (1863-1927), conseiller municipal de Paris.
      - Jacques Froment-Meurice (1864-1947), orfèvre, puis sculpteur animalier.
      - Marc Froment-Meurice (1870-1929).
        - Gérard Froment-Meurice (1896-1984), directeur de banque.
          - Henri Froment-Meurice (1923-2018), ambassadeur de France.
            - François Froment-Meurice (1944- ), homme politique.
            - Marc Froment-Meurice (1953-2019), philosophe et écrivain.

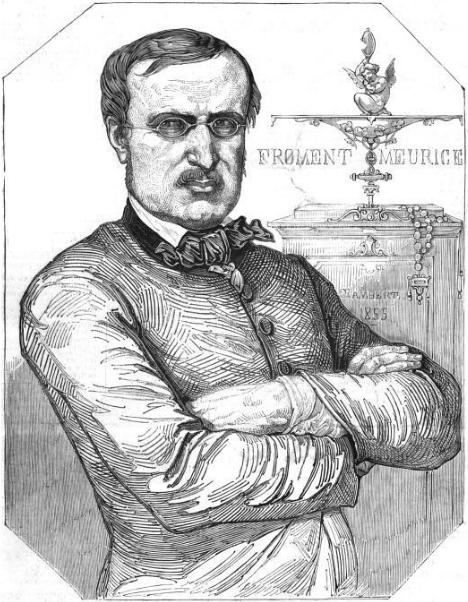
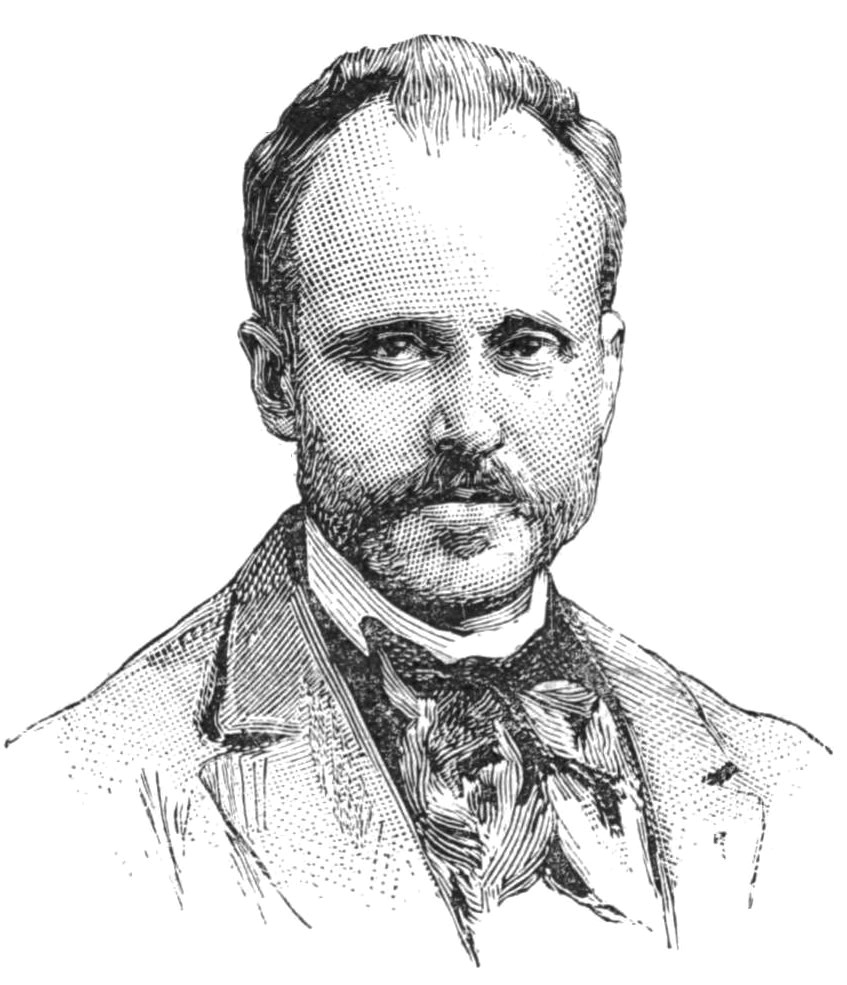
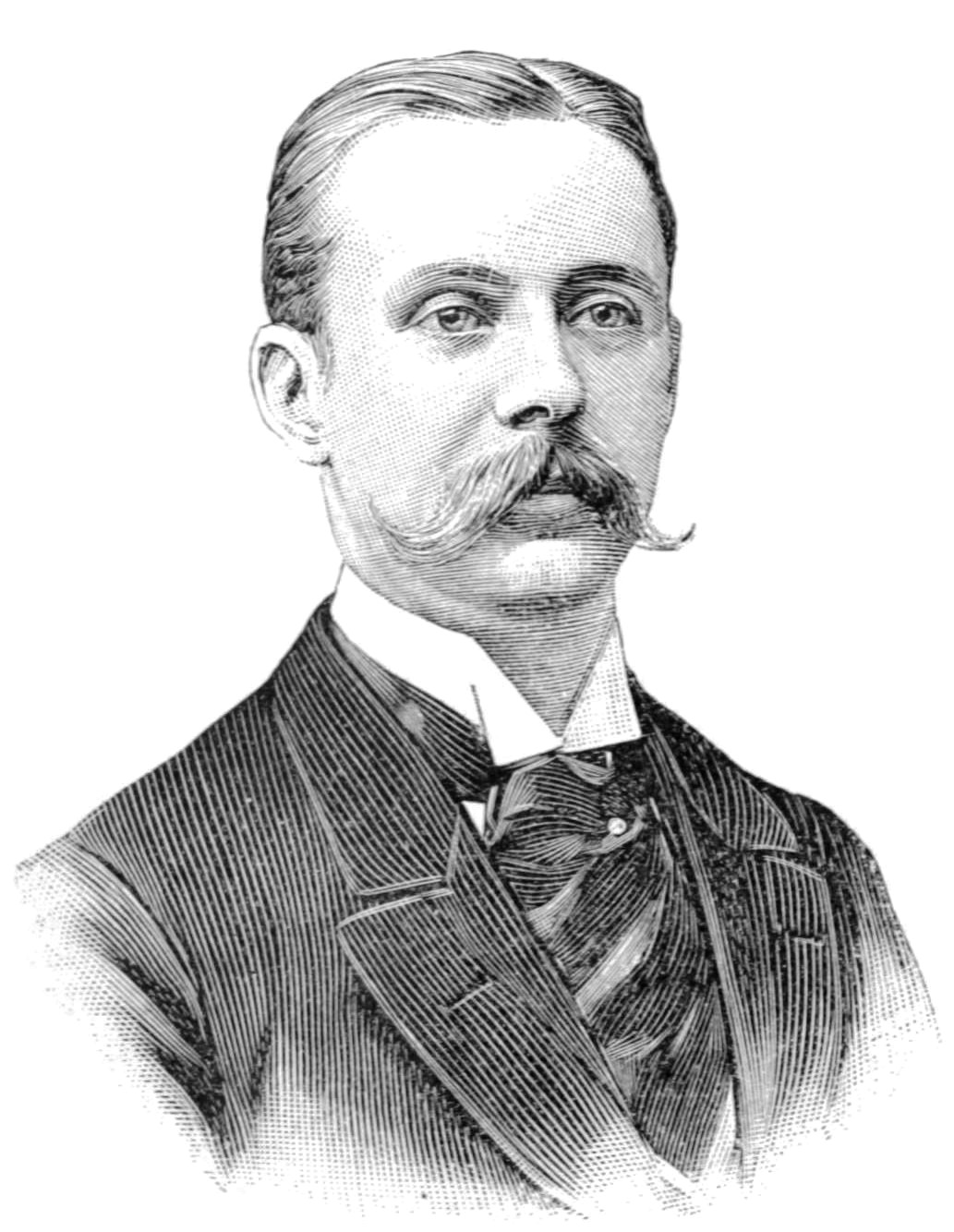
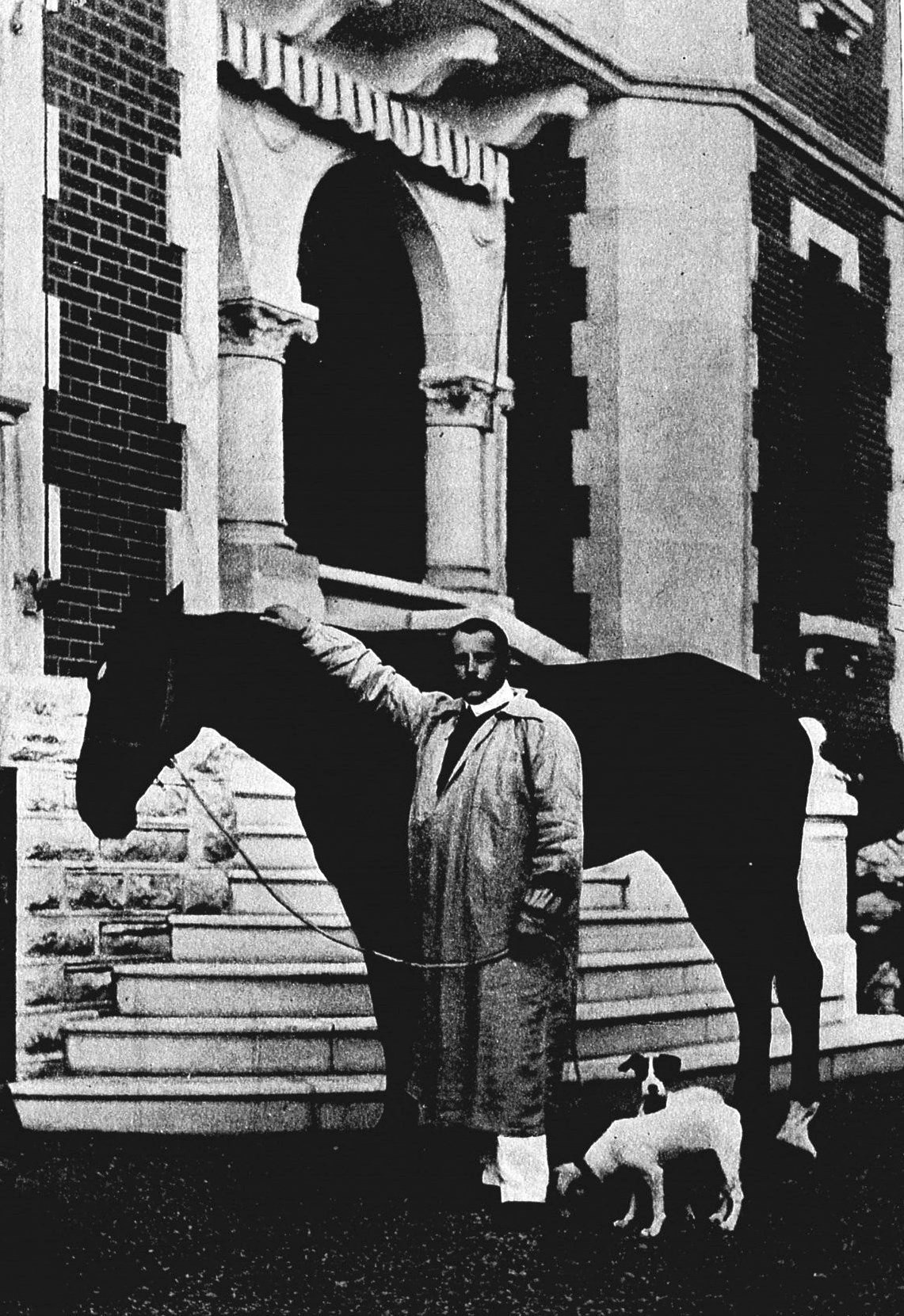

## Pour approfondir